# 並聯式機械手

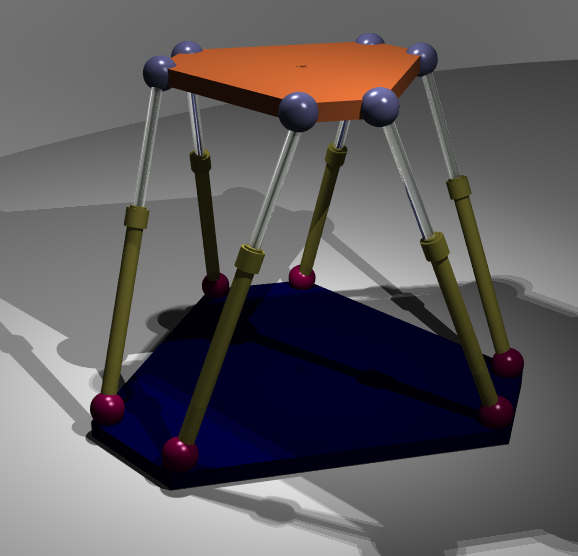
史都華平台屬於並聯式機械手

並聯式機械手（parallel manipulator）是用數個串聯機械手支持一平台末端执行器的机器。知名度最高的並聯式機械手，是飛行模擬器中用六個線性致動器驅動的史都華平台（Stewart platform，或Gough-Stewart platform），其名稱是為了紀念最早開發及使用此機械的工程師。

在MeKin2D驅動的過度致動平面平行機械手

並聯式機械手也稱為並聯式機器人，或泛用史都華平台（generalized Stewart platforms）。這種機器人屬於多關節機器人，利用類似的機械構使機器人運動，或使平台運動，也可能使其中一個機械手運動。名稱中的「並聯」是指其末端效應器是由數個獨立的連桿及線性致動器連結到本身，而且各連桿可以獨立運作。

## 設計特點
並聯式機械手的設計方式會使運動鏈較短、較簡單，相較於串聯式機械手，此結構的剛性較強，比較不會出現不想要的運動。各運動鏈因為最終連到同一個工件，其位置誤差可以互相平均，不會像串聯式機械手出現誤差累計的情形。和串聯式機器人類似，每一個致動器仍然可以有其運動的自由度，不過因為其他運動鏈的影響，其樞紐的軸外撓性會受到限制。並聯式機械手有封閉迴路的的剛性，讓整個並聯式機械手的剛性比個別元件要強，相反的，串聯式機器人的手的剛性比個別元件要弱。
這種互相的強化也使得結構可以簡化。史都華平台的運動鏈會用稜柱接點的線性致動器，末端則是萬向球接頭。球接頭是被動件，本身沒有致動器或是煞車，可以自由移動。最終的形狀只受其他運動鏈所限制。Delta機器人有安裝在基底的轉動致動器，會移動一個質量輕且堅硬的平行臂。致動器裝在三個平行臂和基底之間，兩者是用球接頭連接。並聯式機械手的静力学模型多半是類似球接頭桁架：其連桿和致動器只受到張力或壓縮力，不會受到彎矩或是轉矩，也減少了非軸向力撓性的效應。
並聯式機械手有另個好處，是重的致動器可以放在平台的中央，臂的移動是發生在支柱和接點上，臂上質量的減少可以讓臂的結構更輕巧，也可以運動的更快。重點在中心點也可以減少機械手的整體轉動慣量，在步行機器人或移動機器人身上會是優勢。
上述特點使得並聯式機械手有廣泛的運動能力。因為其運動速度會是受到其剛性限制，而不是受到其出力所限制。並聯式機械手可以快速運動，速度比串聯式機械手要快。

## 少運動度
機械手最多可以用六個自由度（DoF）的方式移動物體，其中包括三個移動自由度（3T）及三個轉動自由度（3R），可以組成3T3R運動度。不過有些运动不需要六個自由度，此時使用少於六個運動度的機械，自由度較小，好處是結構簡單、控制容易、運動較快，且價格較價宜。例如3自由度的Delta機器人 其運動度只有3T，在快速的平移定位取放應用上非常的成功。較低運動度的工作空間可以分解為「運動」及「限制條件」子空間。例如，三個定位軸組成3自由度delta機器人的運動子空間，而三個轉向軸即為其限制子空間。較低運動度機械手的運動子空間可以再分解為獨立（希望）的子空間以及相依的子空間：其中包括了機械手運動時伴隨出現，不希望發生的运动。在設計少運動度機械手時，需減輕或消除寄生運動的影響。例如delta機器人不會有轉動的寄生運動，因為其致動器不會旋轉。

## 和串聯式機械手的比較

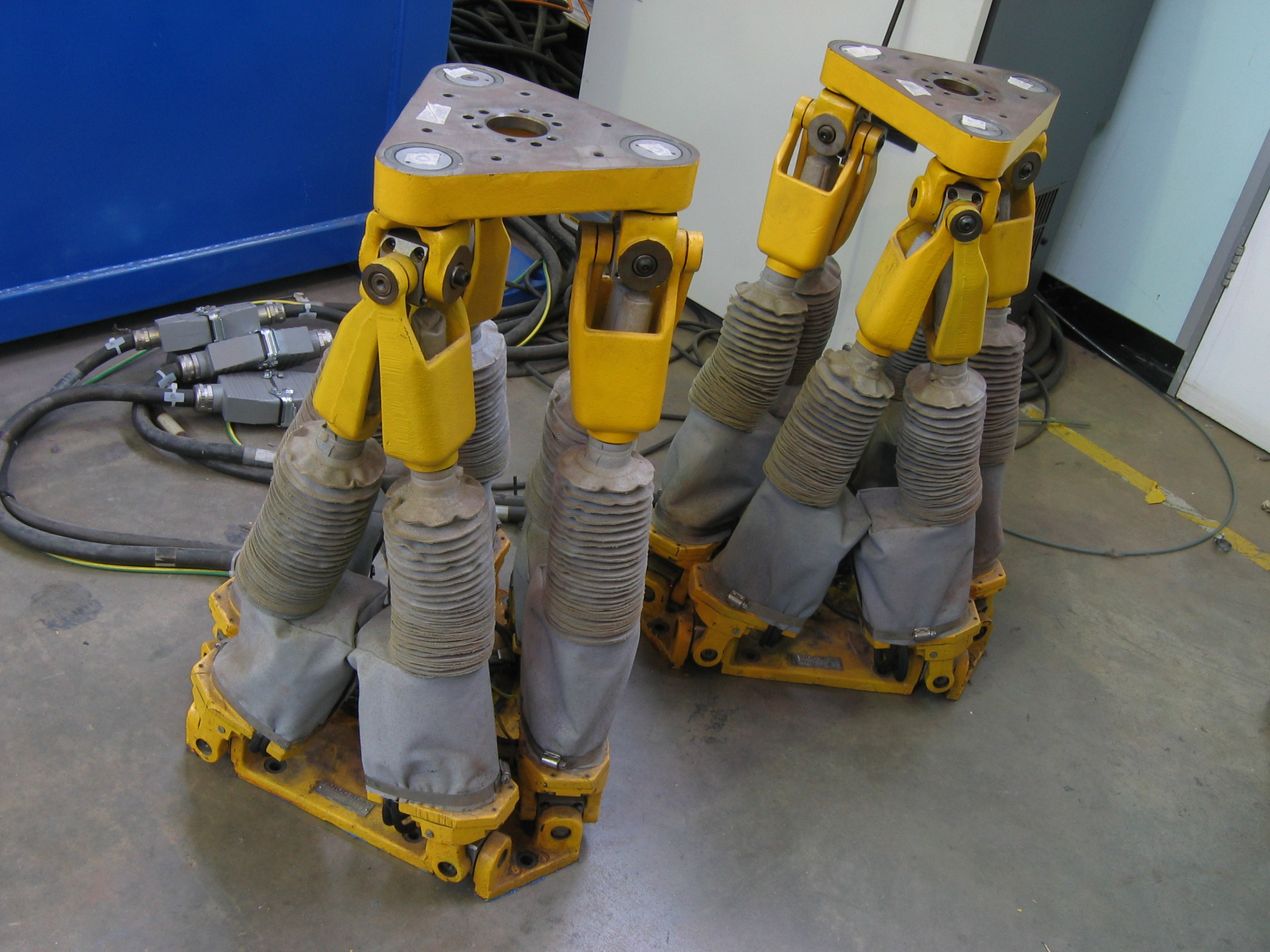
史都華平台

大部份的機器人應用會要求剛性。串聯式機械手達到剛性的方式是用高品質的轉動接點，只允許在一個軸上轉動，不允許在其他軸上的轉動。任何允許運動的接點也需要在致動器的刻意控制下，可以產生對應的運動。多軸的運動也需要相同個數的接點。若有一個接點出現不想要的柔韌性或鬆弛度，其機械手也會有類似的鬆弛度，而且會因為接點和致動器之間的距離而有放大效果。無法讓一個接點的運動去支撐另一個接點的運動。其中無法避免的遲滯現象以及不在軸上的撓度會在运动链上累積。精準的串聯式機械手是在精確度、複雜度、質量（致動器以及受控物體上的質量）以及成本上的取捨。另一方面，並聯式機械手可以用小的質量（比要控制的物體輕的質量）達到高剛性。因此可以有高準度且快速的運動，也讓並聯式機械手用在飛行模擬器（較大質量的高速運動）以及粒子加速器中的靜電透鏡及磁鏡（大質量物體的高速定位）。

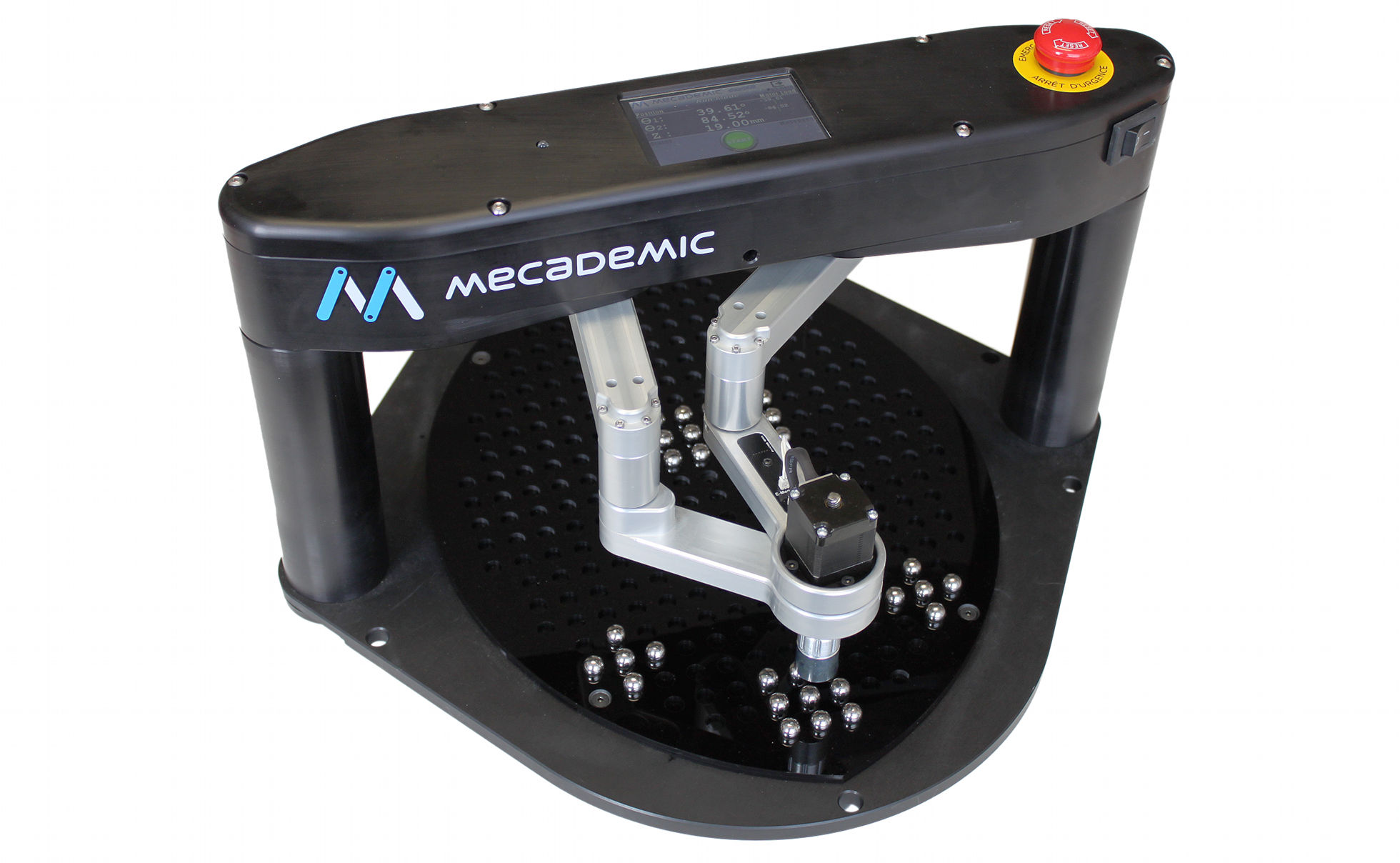
五連桿並聯式機器人

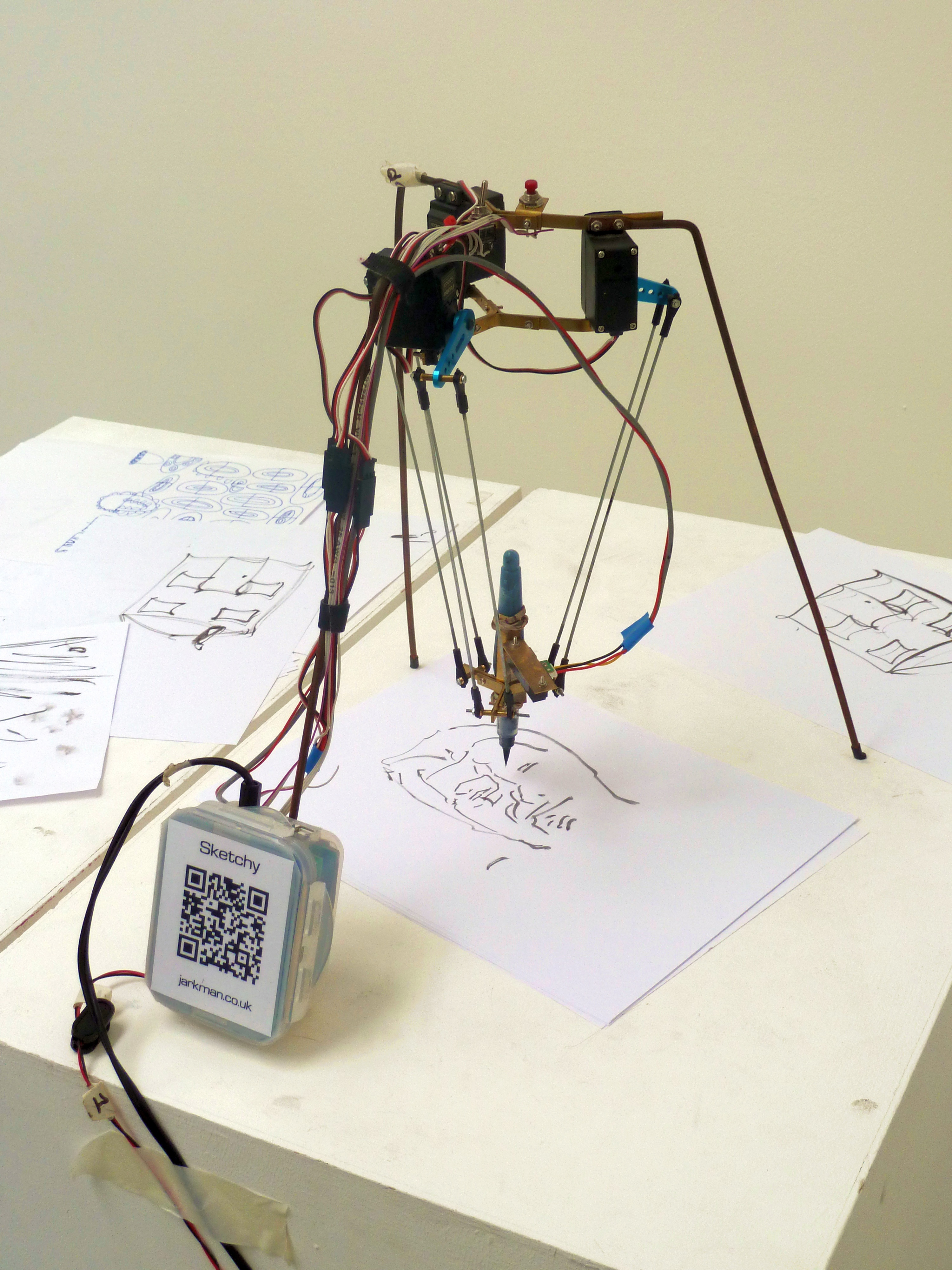
Sketchy，畫輪廓的Delta機器人

並聯式機械手相較於串聯式機械手有一個缺點，是工作區域的受限。相較於串聯式機械手，並聯式機械手的工作區域會受到設計的幾何限制以及機械限制而影響。工作區域中也會存在「奇異點」，在這些位置，某些運動的軌跡，機械臂長度的變異遠小於位置的變異。相對而言，在這些奇異點上，末端效果產生的力（例如重力）會造成臂上無窮大的限制，讓機械手無法運作。奇異點很難確定其位置（針對通用的並聯式機械手，這是未解的開放式問題）。這表示並聯式機械手的工作區間會人為限制在一塊已知沒有奇點的區域內。
並聯式機械手的另個缺點是其非線性行為。終端效果器進行直線運動或是圓周運動的命令會隨位置有劇烈的變化，不會隨運動而線性變化。

## 應用
並聯式機械手的主要應用有：
- 飛行模擬器
- 車輛模擬器
- 工件加工
- 光子学/光導纖維對正[8]

以下應用也越來越盛行：
- 在有限空間內高速、高精度的定位，例如印刷电路板的組裝
- 裝在較大但較慢串聯式機械手末端效應器上的微致動器
- 高速／高精度銑床

並聯式機械手在操作空間會比較受限，例如不能繞過障礙。要進行所需運動所要的計算（正向運動學）會比較困難，而且可能會有非唯一解。

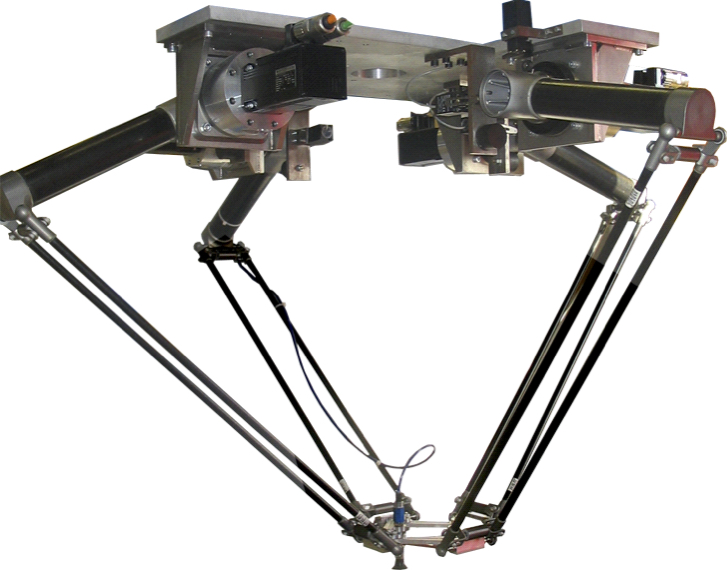
PAR4的原形，4自由度高速的並聯式機械手

常見並聯式機械手的例子有史都華平台及Delta機器人。

## 延伸閱讀
- Gogu, Grigore. . Springer. 2008. ISBN 978-1-4020-5102-9.
- Gogu, Grigore. . Springer. 2009. ISBN 978-1-4020-9793-5.
- Merlet, J.P. . Springer. 2008. ISBN 978-1-4020-4132-7.
- Kong, X.; Gosselin, C. . Springer. 2007. ISBN 978-3-540-71989-2.

- Gallardo-Alvarado, J. . Springer. 2016. ISBN 978-3-319-31124-1.

## 外部連結
- Parallel Mechanisms Information Center （页面存档备份，存于）
- What is a parallel robot?
- References on parallel robot （页面存档备份，存于）